# Pilule mercurielle

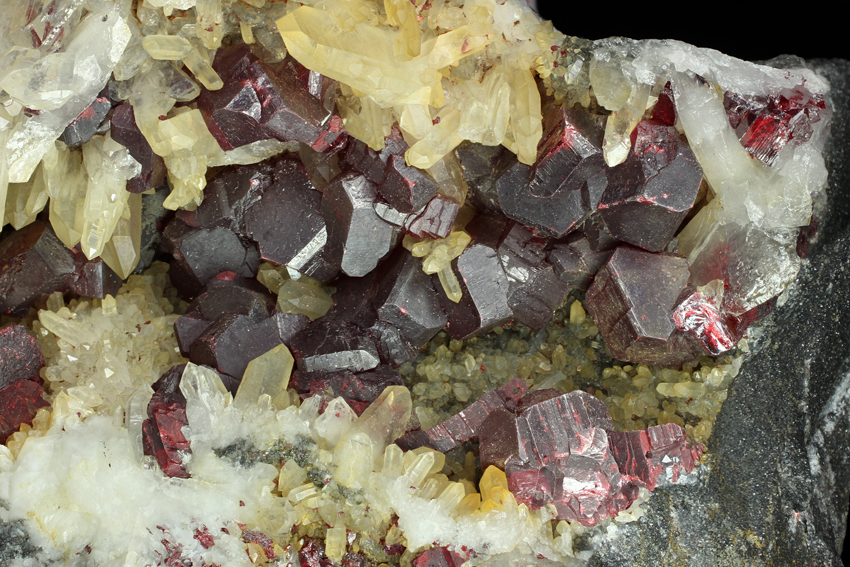
Cinabre avec lequel les pilules mercurielles sont fabriqués.

Les pilules mercurielles étaient un remède à base de mercure de la famille des poudres et pilules selon leur forme galénique. Elles faisaient partie de la pharmacopée maritime occidentale au XVIIIe siècle. Chacune devait peser environ un tiers de gramme.
Ces pilules ont été par la suite appelées pilules de Belloste du nom de celui qui les a « réinventées ».
Elles étaient préparées selon l'ouvrage de Maistral (ou selon la Pharmacopée de Paris ou le tome 10 de la première édition de l'Encyclopédie de Diderot et d'Alembert) à partir de :
- mercure revivifié du cinabre : 1 once ;
- sucre en poudre : 2 gros ;
- diagrède en poudre : 1 once ;
- résine de jalap en poudre : 1/2 once ;
- résine de rhubarbe en poudre : 1/2 once.

Le même auteur précise les propriétés : « Ces pilules sont purgatives et conviennent en particulier dans les maladies vénériennes, la gale et dans les maladies rebelles de la peau. Elles sont propres aussi à détruire et chasser les vers. »